# Sẻ đồng đá

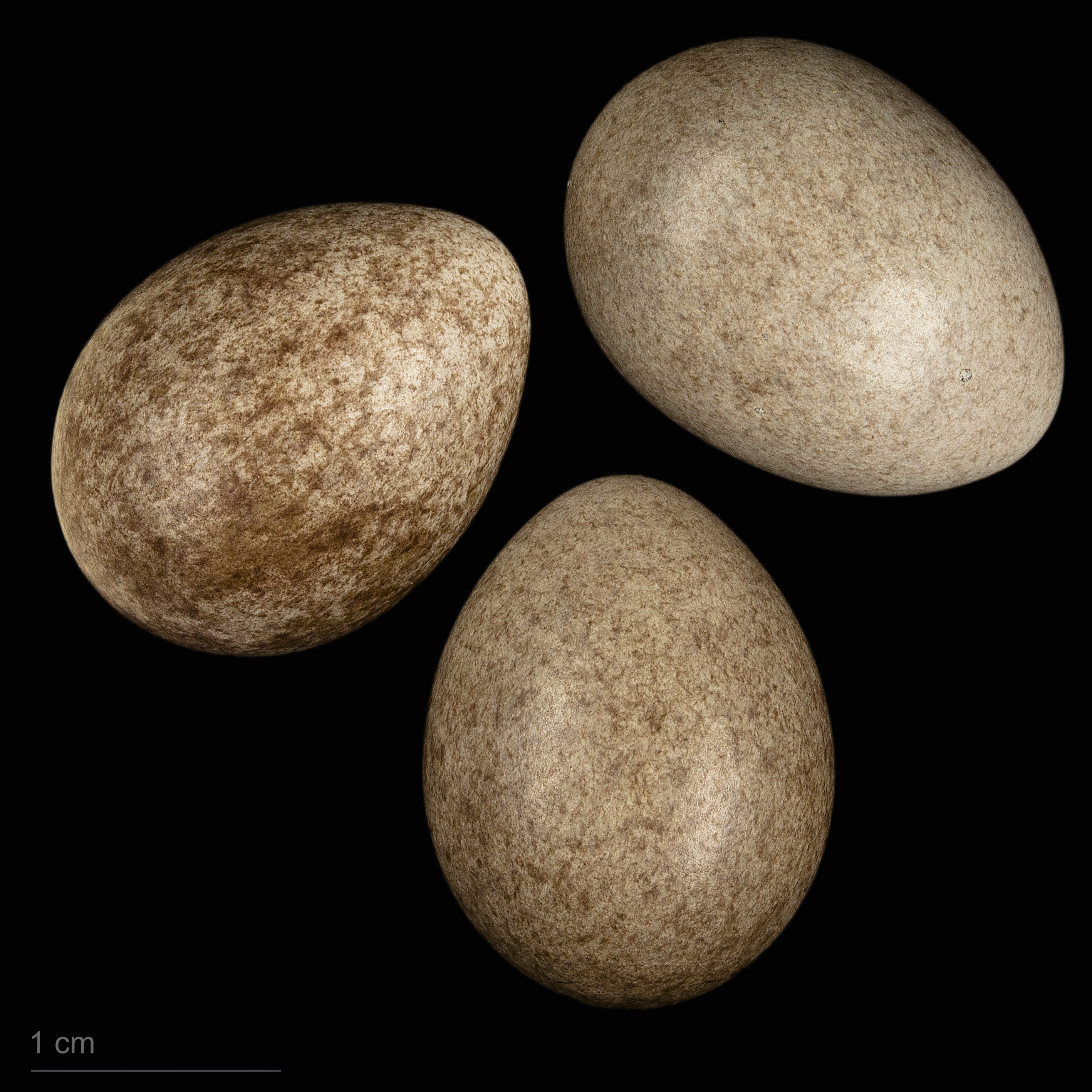
Anthus petrosus

Sẻ đồng đá, tên khoa học Anthus petrosus, là một loài chim trong họ Motacillidae.
Loài này trước đây là một phân loài của loài sẻ đồng nước (A. spinoletta), chúng hơi khác biệt so với loài họ hàng là Anthus rubescens).